# Bilal Wahib

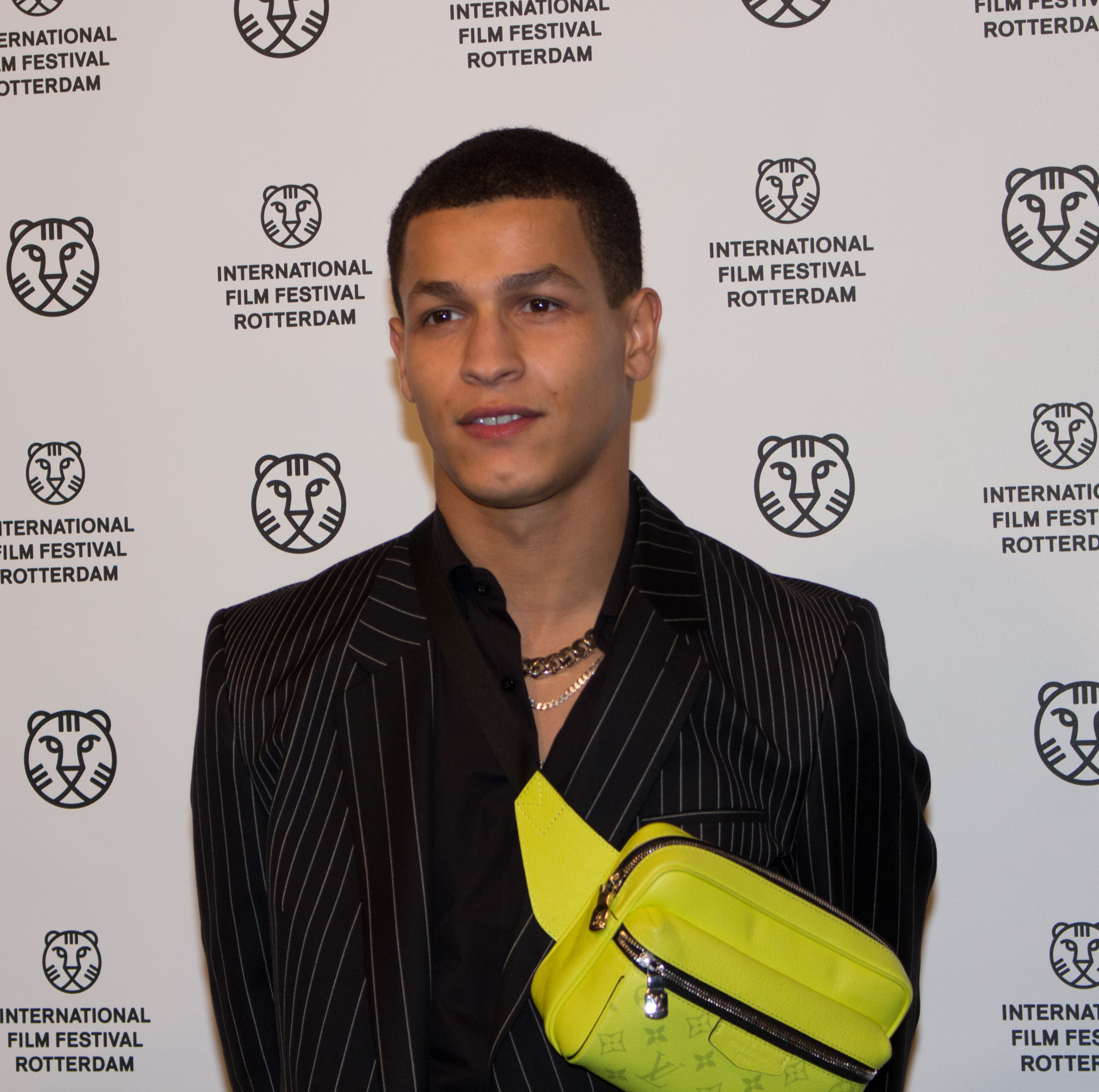
Bilal Wahib (2020)

Bilal El Mehdi Wahib (* 20. Januar 1999 in Amsterdam) ist ein niederländischer Filmschauspieler und Sänger.

## Leben
Bilal Wahib ist marokkanischer Herkunft und wurde 1999 in Amsterdam geboren. Seine Karriere begann er im Fernsehen, bevor er 2016 sein Kinodebüt gab und im Film Layla M. von Mijke de Jong spielte, dem niederländischen Oscar-Beitrag 2018. Es folgten Rollen in Broeders und in der niederländischen TV-Serie Mocro Maffia. 2019 spielte er die Hauptrolle im niederländischen Kassenschlager De Libi. Es folgte der Film Paradise Drifters von Mees Peijnenburg, der im Rahmen der Sektion Generation 14plus auf der Berlinale 2020 seine internationale Premiere feierte und in dem er neben Tamar van Waning und Jonas Smulders einen von drei Jugendlichen spielt, die ohne Familie den Halt im Leben zu verlieren drohen. Ab 2017 studierte Wahib Schauspiel an der Amsterdamer Universität der Künste. Im Rahmen der Berlinale 2020 wurde Wahib als European Shooting Star ausgezeichnet.
Mit dem Song Tigers landete er Anfang Juli 2020 auf Platz 3 der Nederlandse Top 40. Die Idee für den Song hatte er nachdem er den Netflix-Dokumentarfilm Tiger King: Großkatzen und ihre Raubtiere von Rebecca Chaiklin und Eric Goode über einen US-amerikanischen Zoobesitzer gesehen hatte. Bereits vor Tigers versuchte sich Wahib mit seinen Song Video Vixen musikalisch, den er gemeinsam mit Bizzey schrieb und für den er mit Platin ausgezeichnet wurde.
Am 24. März 2021 wurde Wahib von der Amsterdamer Polizei verhaftet, angeblich wegen des Verbreitens von Kinderpornographie. Aufgrund der Art des Falles beendeten das Plattenlabel Top Notch und der Sender BNNVARA die Zusammenarbeit mit Wahib. Auch RTL strich die geplante Ausstrahlung von Rooijakkers over de vloer an diesem Abend.

## Filmografie (Auswahl)
- 2014: Brugklas (Fernsehserie, 6 Folgen)
- 2016: Fissa
- 2016: Layla M.
- 2016: De Held
- 2016: Nieuwe buren (Fernsehserie, 9 Folgen)
- 2017: Monk
- 2017: Broeders
- seit 2018: Mocro Maffia (Fernsehserie, 8 Folgen)
- 2019: De Libi
- 2019: Remy & Juliyat (Fernsehserie, 20 Folgen)
- 2020: Paradise Drifters

## Diskografie (Auswahl)

### Alben
- 2021: El mehdi

### Singles
- 2019: Vliegen (NL: Gold)
- 2020: Video Vixxn (mit Bizzey, NL: Platin)
- 2020: Tigers
- 2020: Donderdag (mit Kris Kross Amsterdam & Emma Heesters)
- 2021: 501 (feat. Ronnie Flex)
- 2021: Paranoia (NL: Gold)
- 2021: Ibiza (NL: Platin)
- 2021: Streken van een duivel (feat. Frenna)
- 2022: 1234 (Cristian D feat. Bilal Wahib & Lassa, NL: Gold)
- 2022: Solo (Zoë Tauran feat. Bilal Wahib)
- 2022: Als je bij me blijft ($hirak feat. Cristian D, Bilal Wahib, Ronnie Flex & Boef, NL: Platin)
- 2022: Love Song (mit Ronnie Flex & Trobi)
- 2023: Ik Space (feat. Fabienne Bergmans, NL: Gold)

### Lieder mit Auszeichnungen
- 2021: 1% (feat. Kraantje Pappie, NL: Gold)
- 2022: Centraal Station ($Antoon feat. Bilal Wahib, NL: Gold)

## Auszeichnungen
Nederlands Film Festival
- 2020: Auszeichnung als Bester Nebendarsteller mit dem Goldenen Kalb (Paradise Drifters)[7]